# Distretto di Acos
Il distretto di Acos è un distretto del Perù nella provincia di Acomayo (regione di Cusco) con 2.545 abitanti al censimento 2007.
È stato istituito il 2 gennaio 1857.